# I 4 dell'Oca selvaggia
I 4 dell'Oca selvaggia (The Wild Geese) è un film del 1978, diretto da Andrew V. McLaglen.
Gli interpreti principali della pellicola sono Richard Burton, Richard Harris e Roger Moore. Nel 1985 venne girato un sequel, I 4 dell'Oca selvaggia II.

## Trama
Sir Edward Matherson convoca in segreto il colonnello Allen Faulkner al quale chiede, dietro compenso, di liberare Julius Limbani, ex presidente democratico di un Paese africano, prigioniero del dittatore Endova, salito al potere dopo un colpo di Stato. Il colonnello, che era a capo del servizio di sicurezza del presidente, non poté far nulla e cadde in disgrazia. Ovviamente sir Edward agisce per togliere di mezzo il dittatore e mettere le mani sulle miniere di rame del Paese.
Faulkner accetta (anche per avere un riscatto personale) e si mette alla ricerca dei collaboratori migliori per questa missione, primi tra tutti i due più stretti amici, Rafer Janders abile stratega ed organizzatore e Shawn Fynn scaltro pilota di aerei. Recluta anche Sandy Young, il migliore addestratore che lui conosca. Si ritrova a mettere insieme una truppa di 50 mercenari e li porta in un campo di addestramento nello Swaziland in Africa. Qui, dopo aver pianificato nei minimi particolari la missione di liberazione, il gruppo si mette in marcia.
Lanciatisi in paracadute da un aereo, i mercenari raggiungono facilmente la caserma in cui è detenuto Julius Limbani, ne uccidono le sentinelle e qualche guardia che non si arrende, liberano il prigioniero e si accingono di corsa a riprendere l'aereo che li porterà in salvo, il tutto senza perdite. Tuttavia, nel frattempo Matherson si è accordato con il dittatore in cambio di vantaggiose concessioni minerarie e richiama indietro l'aereo mentre sta atterrando per il recupero lasciando i mercenari a terra in balia delle forze africane. La situazione è disperata ma Janders idea un piano di salvezza: l'unica speranza è dirigersi a sud verso le terre della tribù di Limbani per organizzare una rivolta contro il dittatore Endova. A bordo di due autocarri il gruppo si dirige verso sud ma presto uno dei due autocarri è distrutto da un aereo mentre attraversa un ponte e tutti gli occupanti vengono uccisi. Presto anche il secondo autocarro deve essere abbandonato per proseguire a piedi, con Limbani, malato e colpito. In una fuga disperata dagli spietati "Simba", trasportando Limbani a spalle, i mercenari lottano per la salvezza e riescono a recuperare un aereo, indicatogli da un missionario che spera di allontanare la battaglia dal villaggio che assiste, ma a costo di innumerevoli vite, sia tra i mercenari sia tra i loro avversari.
Durante le peripezie Limbani conquista le simpatie dei mercenari, anche dell'afrikaner Pieter Coetzee, tutti sono infatti colpiti dalla visione di un'Africa pacificata. 
Dopo una battaglia finale con i Simba, in cui muoiono molti dei mercenari rimasti, i superstiti salgono sull'aereo in movimento pilotato da Young, ma Janders ferito non riesce a salire e implora Faulkner di ucciderlo per non essere preso prigioniero dai feroci Simba, e di prendersi cura di suo figlio. Sull'aereo Limbani, dopo aver dato la prova della sua presenza ottenendo per i dodici superstiti l'autorizzazione ad atterrare in Rhodesia, muore. D'obbligo la vendetta finale. Alla fine il colonnello, in rispetto alla promessa che ha fatto all'amico Rafer, decide di occuparsi del piccolo Emile Janders in qualità di tutore.

## Curiosità
- Molti attori del cast hanno prestato servizio nelle forze armate britanniche, e alcuni erano perfino veterani di guerra, quindi si resero molto utili per l'addestramento militare. In particolare Ian Yule (il sergente Tosh) era stato nei paracadutisti e nel SAS britannico (infatti indossa il basco beige dei commando) ed era stato anche mercenario in Zaire prima di intraprendere la carriera di attore in Sud Africa, nonché Tullio Moneta che aveva partecipato alla crisi del Congo;
- Il personaggio del colonnello Faulkner è ispirato a Mike Hoare, ufficiale britannico durante la seconda guerra mondiale poi mercenario molto attivo in Africa negli anni Sessanta e Settanta. Il suo reparto, il 5th Commando Group, era soprannominato "Wild Geese" in onore delle origini irlandesi del colonnello "Mad Mike". Mike Hoare fu inoltre consulente militare per il film;
- I Simba, che nel film sono il reggimento d'élite del dittatore africano Endova, erano in realtà un gruppo di ribelli comunisti congolesi attivi negli anni Sessanta. Furono affrontati e sconfitti da Mike Hoare quando questi combatteva al servizio del governo congolese;
- Il film presenta molte similitudini con film western, difatti il regista realizzò molti film del genere. Tali considerazioni si riferiscono alle cariche dei Simba (che ricordano gli assalti dei nativi americani alle carovane dei cowboy) e la decisione di sopprimere compagni feriti pur di non farli cadere vivi nelle mani del nemico.

## Opere correlate
L'oca selvaggia colpisce ancora, del 1980, non è un seguito ufficiale, fu semplicemente la distribuzione italiana a far credere che fosse il sequel, vista la presenza di Roger Moore.